# Стіг (сільське господарство)

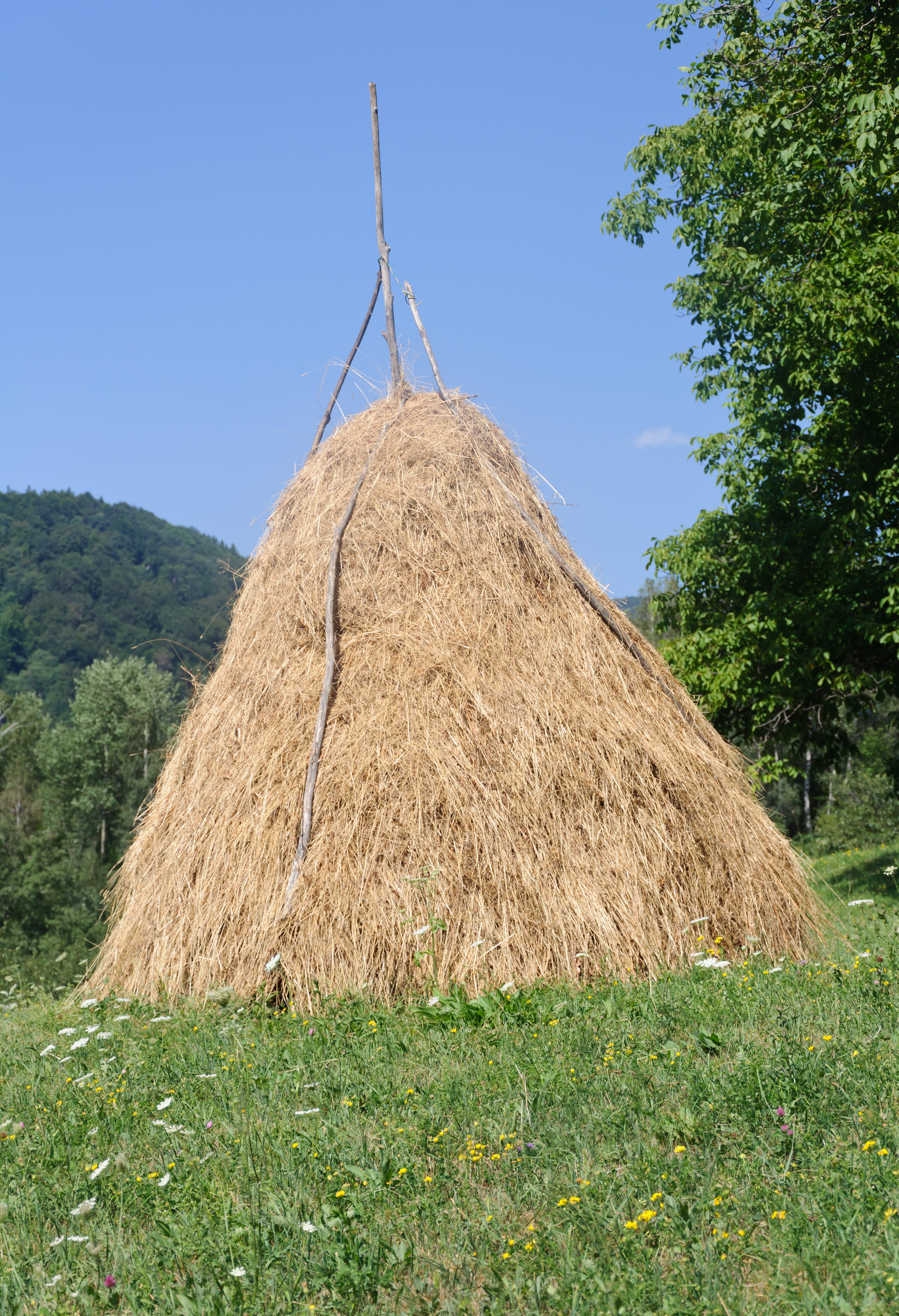
Стіг у Карпатах. Село Бран

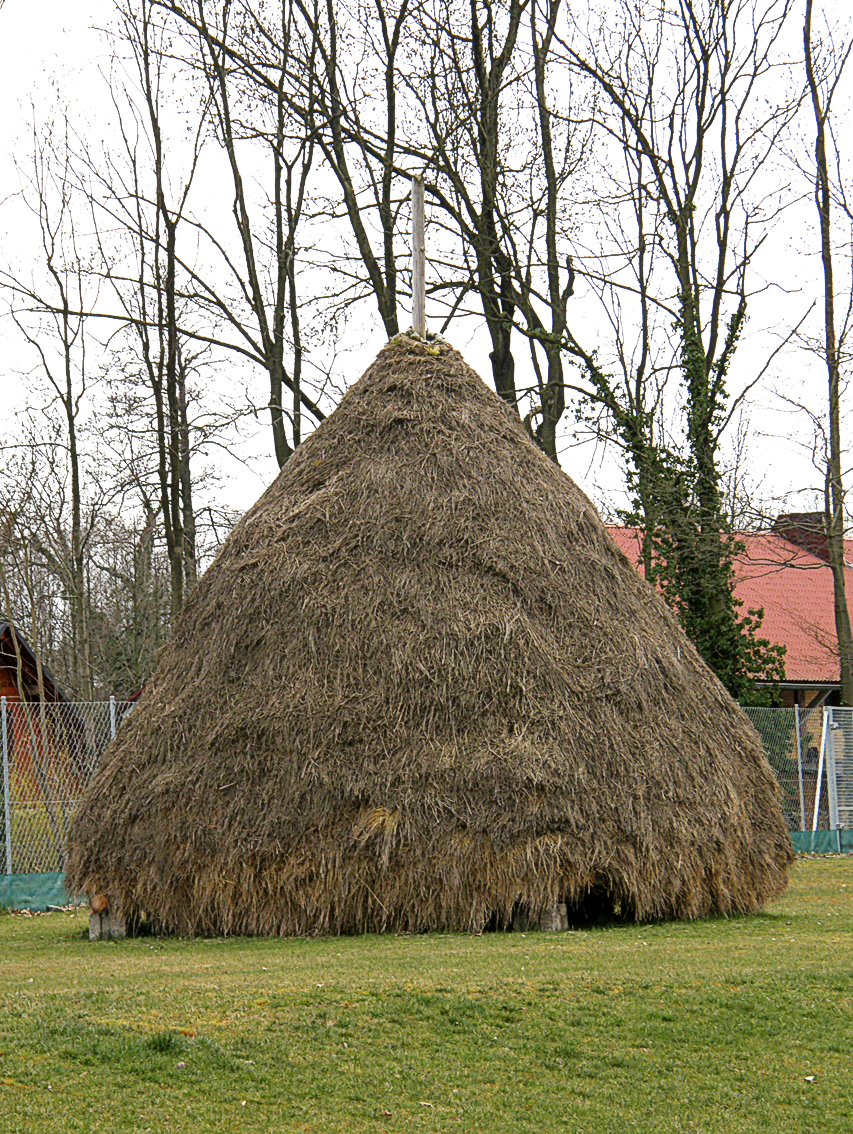
Стіг сіна

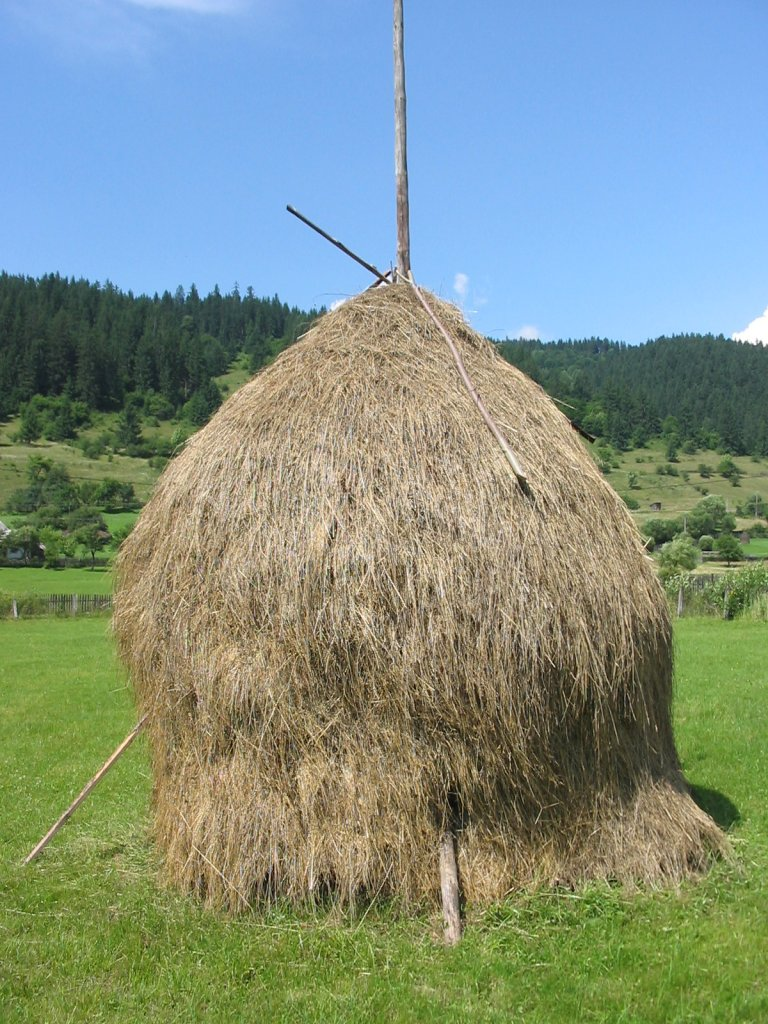
Стіг зі стожаром

Стіг — велика висока і округла або з прямими сторонами купа сіна, соломи або снопів, щільно укладених для зберігання просто неба. Стіг є традиційним для українського сільського господарства.

## Етимологія
Слово стіг походить від прасл. *stogъ, пов'язаним чергуванням голосних з *stežerъ/*stožer-/*stožar- («жердина для стогу»). Праслов'янські лексеми вважаються спорідненими з лит. stagaras («сухе стебло»), латис. stagars («сухе стебло»), stęga («довга жердина», «палиця», «спис», евф. «статевий член»), дав.-ісл. stakkr («стіг»), staki («палиця»), англ. stack («стіг»), stake («палиця», «кіл»), можливо також з лат. tignum («колода», «балка»), що теж сходять до пра-і.є. (s)teg- («жердина», «кіл»). Ю. В. Откупщиков порівнював *stogъ з грец. στέγω («покриваю»), лат. toga («тога», «покривало») і вважав, що первісним його значенням було «покрита купа сіна».

## Опис
Стіг відрізняється від скирти формою. Якщо скирта довгаста, то стіг найчастіше має округлу форму з радіусом біля основи до 15-20 м і висотою до 5-7 м. Щоб стіг стояв прямо, в його центрі в землю вертикально встромляється спеціальна жердина (д.-рус. стожаръ). Якщо розміри стогу досить великі, то для його підтримки в землю можуть встромлятися ще кілька жердин похило до центральної. З цією ж метою використовується островина (острива́, острева́) — жердина з довгими залишками гілок, що становить вісь стогу при укладанні сіна. Малий стіг (до 3 м заввишки) зазвичай називають копицею і ставлять зазвичай без всяких жердин (або з однією жердиною) і на короткий час, щоб захистити сіно під час сінокосу від дощу. В даний час для тривалого захисту від  атмосферних опадів стоги можуть накривати поліетиленом, до країв якого прив'язуються важкі предмети, щоб поліетилен не здувало вітром. Щоб сіно в копиці продувалося знизу і не відволожилося, стіг навалюють не на землю, а на спеціальний дощатий поміст, підкладку, підстилку — підстіжжя, сто́жище, під. У селянських господарствах для зберігання стогів облаштовуються відгороджені місця, звані «стожища» або «стоговища».